# Сан-Марино на літніх Олімпійських іграх 1968
Сан-Марино брало участь у Літніх Олімпійських іграх 1968 року у Мехіко (Мексика), але не завоювало жодної медалі. Спортсмени Сан-Марино брали участь у змаганнях з велоспорту та стрільби. Країну представляли 4 спортсмени.

## Результати

### Велоспорт
Шосейні перегони
- Джерард Леттолі — 5:10:22.35 (→ 60-е місце)
- Енцо Фрізоні — 5:12:46.82 (→ 61st place)

### Стрільба
Трап, чоловіки
- Лео Франчіозі — 181 очко (→ 42-є місце)
- Сальваторе Пелліччіоні — 177 очко (→ 45-е місце)